# Metà amore metà dolore
Metà amore metà dolore è un album della cantante italiana Marcella Bella, pubblicato il 29 settembre 2017.

## Il disco
L'album è prodotto dalla Beyond, etichetta di Mario Biondi, e distribuito da Artist First. Oltre al compact-disc e al download digitale, viene realizzata anche la versione su vinile.
Le sonorità del disco rimandano al soul e al pop, unendo così il percorso musicale di Marcella con lo stile tipico del crooner catanese, il quale cura anche gli arrangiamenti, con Max Greco, e interviene alla scrittura dei pezzi con altri autori, stretti collaboratori di Marcella, come Mogol, Stefano Pieroni, e i fratelli Gianni, Antonio e Rosario Bella. I primi due brani del disco, Non mi basti più e Lovin' you, richiamano la musica disco degli anni settanta; mentre il testo di Passione e musica, scritto da Stefano Pieroni, è un omaggio alla vita di Gianni Bella; infine Com'è buia la città è la cover di un brano inciso da Caterina Caselli nel 1972, a sua volta cover di Ain't No Sunshine, successo rhythm and blues del 1971 cantato da Bill Withers.
L'album viene anticipato dal singolo Non mi basti più, in rotazione radiofonica dal 26 maggio, mentre il secondo singolo Metà amore metà dolore, interpretato a due voci con Mario Biondi, esce il 29 settembre in concomitanza con l'uscita dell'album. Il giorno stesso Marcella presenta il disco per la prima volta su RTL 102.5, segue la promozione in altre emittenti radio, e il 15 ottobre lo pubblicizza in televisione su Rai 1, ospite della trasmissione Domenica in. Nel mese di dicembre è la volta del terzo estratto Dimmi dove vai.
Sulla copertina e nei videoclip dei tre singoli, Marcella sfoggia un nuovo look, caratterizzato da ricci biondi e abiti che rievocano gli anni settanta, curato dallo stylist Cesare Zucca, già al suo fianco nei primi anni ottanta ai tempi di Nell'aria.

## Tracce
1. Non mi basti più - 3:32 (Mario Biondi-Max Greco)
2. Lovin' you - 4:17 (Mario Biondi-Max Greco)
3. Il miracolo dell'amore - 3:47 (Mogol-Rosario Bella)
4. Dimmi dove vai - 4:17 (Mario Biondi-Max Greco)
5. Metà amore metà dolore (feat. Mario Biondi) - 3:51 (Mogol-Gianni Bella-Rosario Bella)
6. Passione e musica - 3:23 (Stefano Pieroni-Gianni Bella-Rosario Bella)
7. Ancora un po' - 4:08 (Antonio Bella-Rosario Bella)
8. Com'è buia la città (Ain't No Sunshine) - 3:07 (Bill Withers-Daniele Pace)
9. Non mi basti più (Jacopo Tonelli Remix) - 4:47 (Mario Biondi-Max Greco)
10. Lovin' you (Gianni Bini Remix) - 4:10 (Mario Biondi-Max Greco)

## Formazione
- Marcella Bella – voce
- Alessandro Lugli – batteria
- Max Greco – basso, programmazione, chitarra, pianoforte, Fender Rhodes, sintetizzatore, batteria elettronica
- Michele Bianchi – chitarra acustica, chitarra elettrica
- Max Laganà – basso
- Luigi Giotto Napolitano – tromba
- Enrico Allavena – trombone
- Marco Scipione – sassofono soprano

## Classifiche
| Classifica (2017) | Posizione massima |
| ----------------- | ----------------- |
| Italia            | 47                |
| Italia (vinili)   | 6                 |